# الاخماس (ملحان)

تعديل مصدري - تعديل

الاخماس هي إحدى قرى عزلة الروضة بمديرية ملحان التابعة لمحافظة المحويت، بلغ تعداد سكانها 210 نسمة حسب تعداد اليمن لعام 2004.